# Epiro (provincia romana)
L'Epiro fu una provincia romana comprendente la zona meridionale dell'Albania e la zona nord-occidentale dell'attuale Grecia.

## Statuto
L'Epiro venne conquistato dai romani verso il 168 a.C. Non diviene subito provincia autonoma ma viene incorporata nella Macedonia, istituita nel 146 a.C.. Con Augusto ci fu una riorganizzazione provinciale e l'Epiro fu diviso tra la Macedonia e l'Acaia. Solo intorno al 108 d.C. l'Epiro diviene provincia autonoma grazie all'imperatore Traiano.
La provincia procuratoria dell'Epiro era ancora esistente sotto Adriano. Per quanto riguarda l'età post-adrianea, invece, non c'è una documentazione tale per cui sia possibile ricostruire nei dettagli la storia amministrativa dell'Epiro. È tuttavia ipotizzabile che la provincia sia rimasta equestre per un periodo assai lungo, intramezzato forse, ma senza alcun riferimento preciso, con alcune parentesi senatorie. Le attestazioni testimoniano ancora sotto Caracalla un procuratore presidiale.
Con la riforma tetrarchica di Diocleziano della fine del III secolo la provincia venne divisa in Epirus Novus ("Nuovo Epiro") e Epirus Vetus ("Epiro vecchio").

## Storia

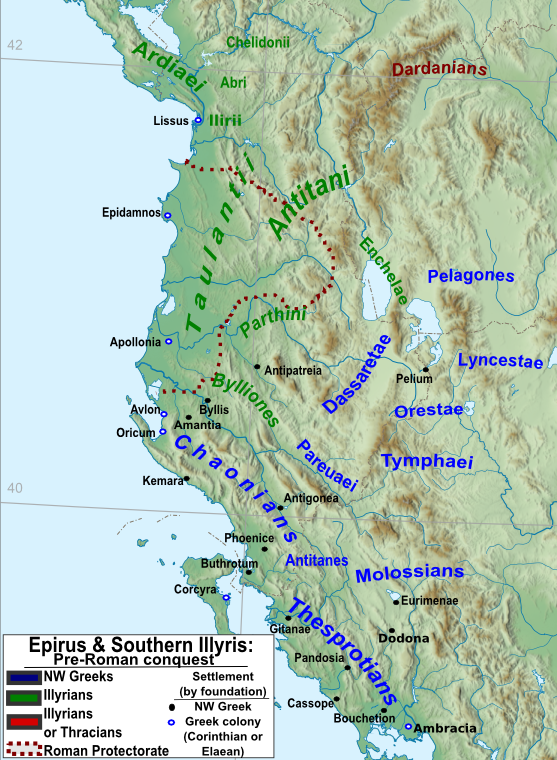
L'Epiro prima della conquista romana.

Importante fu la sua posizione geografica. I primi interventi armati romani in questo territorio infatti, risale già dal 229 a.C. Con queste prime battaglie si cercava di eliminare i pirati dal mare Adriatico ed avere relazioni commerciali ed economici con città fiorenti quali Apollonia e Durazzo.
I primi periodi dopo la conquista romana l'Epiro non vide i propri confini stabili soprattutto perché il territorio era i confini dell'impero romano. Solo più tardi con il principato di Augusto che estese i confini sino al Danubio, il territorio ebbe un assetto duraturo.
La communis opinio riguardo alla creazione della provincia procuratoria dell'Epiro ritiene che l'Epiro fu innalzato al rango di provincia in concomitanza con il cambio di statuto della Grecia da parte di Nerone. La parte settentrionale della provincia dell'Acaia fu separata dal resto della penisola e munita di un'amministrazione autonoma a partire dall'anno 67 d.C.